# Beania intermedia
Beania intermedia is een mosdiertjessoort uit de familie van de Beaniidae. De wetenschappelijke naam van de soort is, als Diachoris intermedia, voor het eerst geldig gepubliceerd in 1881 door Hincks.